# OCT Tower
L'OCT Tower est un gratte-ciel achèvement à Shenzhen en Chine. Il s'élèvera à 300 mètres. 